# Konspirationen (TV-serie)
Konspirationen (engelska: Red Eye) är en brittisk actionthrillerserie vars första säsong hade premiär den 21 april 2024 på ITV1. Första säsongen består av sex avsnitt.

## Handling
Serien kretsar kring kommissarie Hana Li från London som får i uppdrag att eskortera dr Matthew Nolan tillbaka till Peking där han anklagas för att ha begått ett brott. Ombord på flight 357 börjar mystiska saker hända.

## Rollista (i urval)
- Jing Lusi - Hana Li
- Richard Armitage - Dr Matthew Nolan
- Lesley Sharp - Madeline Delaney
- Jemma Moore - Jess Li
- Mido Hamada - Mike Maxwell
- Jonathan Aris - John Tennant